# Brázdim
Brázdim (deutsch Brasdim) ist eine Gemeinde in Tschechien. Sie liegt fünf Kilometer westlich von Brandýs nad Labem und gehört zum Okres Praha-východ.

## Geographie
Brázdim befindet sich auf der Böhmischen Tafel
am nordwestlichen Fuße des Hügels Kuchyňka (Kuchinka, 242 m) im Quellgebiet des Poleradský potok. Östlich verläuft die Eisenbahnstrecke von Čelákovice nach Neratovice. Im Süden erhebt sich der Zlatý kopec (Goldberg, 250 m).
Nachbarorte sind Polerady im Norden, Martínov im Nordosten, Spořilov und Brandýs nad Labem im Osten, Popovice und Dřevčice im Südosten, Cvrčovice, Podolanka und Přezletice im Süden, Miškovice und Veleň im Südwesten, Hovorčovice im Westen sowie Sluhy im Nordwesten.

## Geschichte

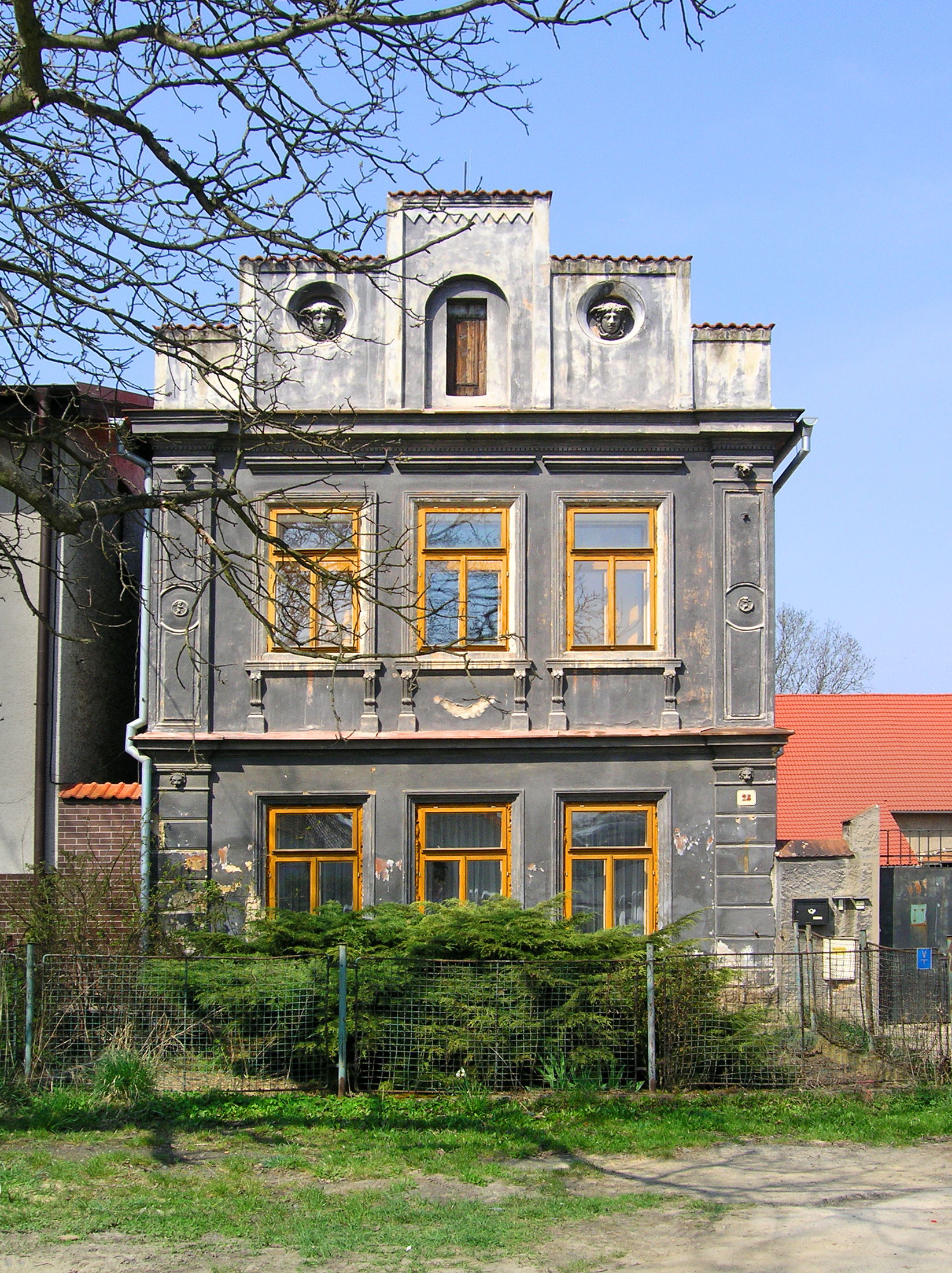
Altes Haus in Nový Brázdim

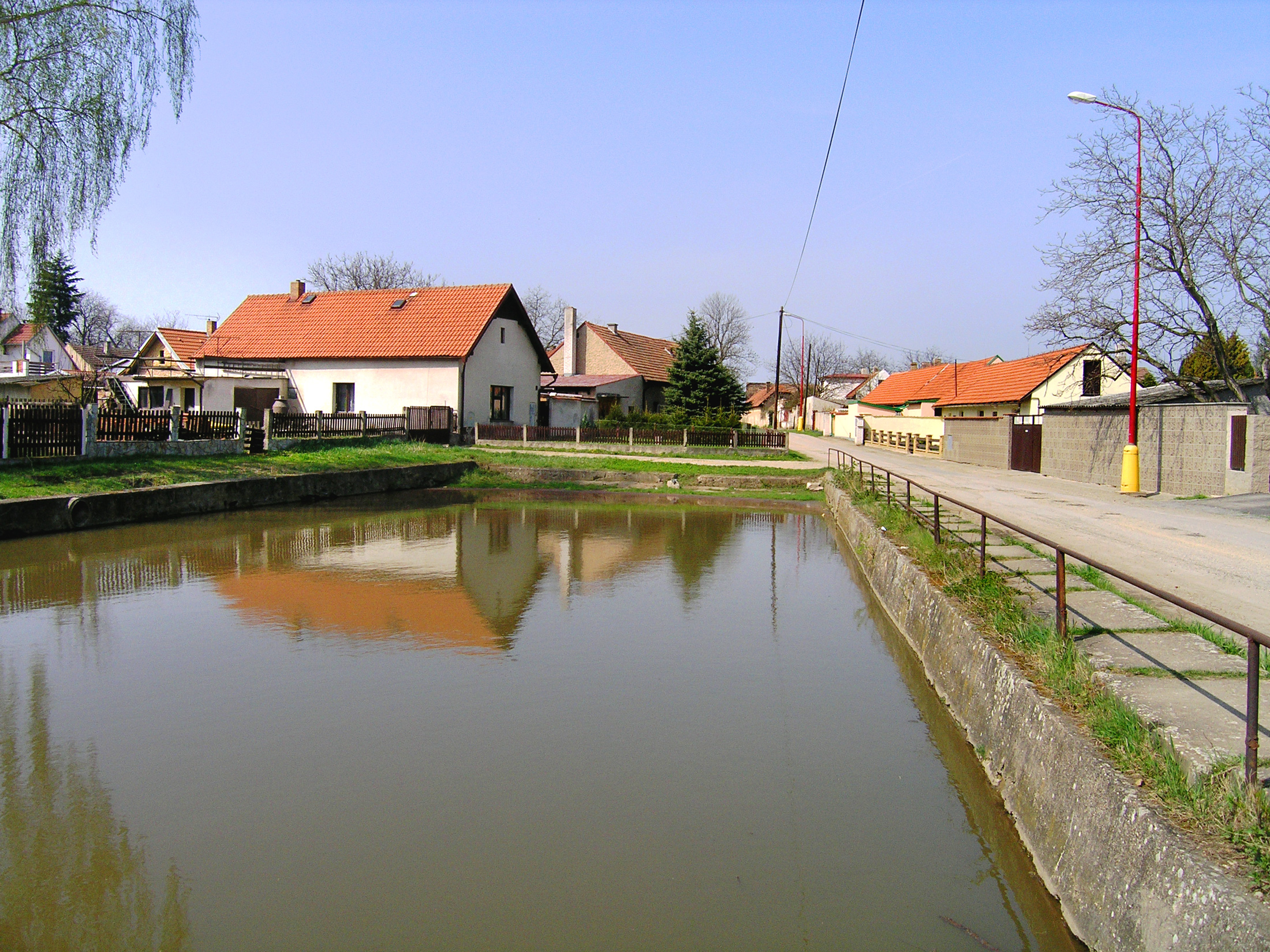
Der Dorfteich

Die erste schriftliche Erwähnung von Prisnin erfolgte 1052 in der Gründungsurkunde des Kapitels in Stará Boleslav. Zu dieser Zeit bestand der Ort aus zwei Festen mit einigen darum angelegten Chaluppen. Nördlich lag Velký Brázdim und 800 m südlich Malý Brázdim, das auch als Brázdimec bzw. Brázdimek bezeichnet wurde.
Als frühe Besitzer der Feste Velký Brázdim gelten Pavlík von Újezd und Jan von Dubany, ab 1362 ist Mikuláš Benešovský nachweisbar. Vavřinec Benešovský verkaufte die Feste an Albert Cammerer († 1437). Während der Hussitenkriege wurde die Feste von den Pragern erobert und gehörte anschließend Prager Patriziern.
Die am Fuße der Kuchyňka gelegene Feste Malý Brázdim befand sich in der zweiten Hälfte des 14. Jahrhunderts auch im Besitz von Mikuláš Benešovský. Er verkaufte den Meierhof 1362 an Matouš von Turnov. 1379 gehörte Malý Brázdim Jan Benešovský, einem Enkel des Mikuláš.
Zu Beginn des 17. Jahrhunderts gehörten beide Ansiedlungen den Trčka von Lípa. Jan Rudolf Trčka von Lípa verkaufte die Güter 1610 an Kaiser Rudolf II., der sie der königlichen Herrschaft Brandýs anschloss.
1777 wurde westlich von Malý Brázdim nach kreuzförmigen Grundriss die neue Siedlung Nový Brázdim angelegt. Sie entstand durch Parzellierung von Teilen des kaiserlichen Hofes Malý Brázdim. Nach der Gründung von Nový Brázdim wurde Malý Brázdim in Starý Brázdim umbenannt. Nový Brázdim hatte im Jahre 1830 185 Einwohner. Auch der Hof Velký Brázdim wurde aufgeteilt, es entstand das Dorf Velký Brázdim und das kaiserliche Gestüt. Im Volksmund erhielt das Dorf die Bezeichnung Štít bzw. Gestüt.
Nach der Aufhebung der Patrimonialherrschaften entstand 1850 die zum Bezirk Karlín gehörige Gemeinde Velký Brázdim mit den Ortsteilen Nový Brázdím und Starý Brázdím. In den 1890er Jahren erhielt sie die Bezeichnung Veliký Brázdim und wurde 1906 in den Bezirk Brandýs nad Labem eingegliedert. Seit 1961 führt die Gemeinde den Namen Brázdim und gehört zum Okres Praha-východ.

## Gemeindegliederung
Die Gemeinde Brázdim besteht aus den Ortsteilen Nový Brázdim (Neu Brasdim), Starý Brázdim (Alt Brasdim) und Veliký Brázdim (Groß Brasdim).

## Sehenswürdigkeiten
- Kapelle in Starý Brázdim, errichtet 1834 anstelle eines eingestürzten Glockenturmes
- Kuchyňka (Kuchinka), Naturreservat und Aussichtspunkt über die Böhmische Tafel. Auf dem Hügel befand sich früher ein keltisches oppidum.
- Zlatý vrch (Goldberg) früher auch als Homolka bezeichnet, archäologische Fundstätte einer Siedlung des Homo erectus aus der Altsteinzeit. Erste Gebeinfunde wurden durch Antonín Nedorost im 19. Jahrhundert dem Nationalmuseum in Prag übergeben. 1975 begannen intensive Grabungen.

## Söhne und Töchter der Gemeinde
- Vojtěch Rakous, eigentlich Adalbert Österreicher (1862–1935), tschechisch-jüdischer Schriftsteller, geboren in Starý Brázdim